# Réginald de Dunstanville
Réginald de Dunstanville (ou Renaud de Donstanville) (né vers 1110 et mort probablement le 1er juillet 1175), 1er comte de Cornouailles puis shérif du Devon, fils illégitime d'Henri Ier Beauclerc, fut un baron anglo-normand qui choisit le parti de sa demi-sœur Mathilde l'Emperesse dans la guerre civile (1139-1153) pour le trône d'Angleterre qui opposa cette dernière à Étienne d'Angleterre.
Orderic Vital est le seul à le désigner par le toponyme de Dunstanville (en latin, Rainaldus de Dunstanivilla). Il semble que Réginald n'ait rien à voir avec un homonyme qui tient un nombre important de terres dans le Wiltshire. Mais il est assez probable qu'il doit avoir un lien de parenté avec celui-ci pour recevoir ce toponyme, même si celui-ci n'est pas connu.

## Biographie

### Sous le règne d'Étienne d'Angleterre (1135-1154)
Il est le fils illégitime d'Henri Ier Beauclerc et de Sybille Corbet, fille de Robert Corbet, un propriétaire terrien du Shropshire. Sa sœur aussi prénommée Sibylle (morte en 1122) devient la reine consort d'Alexandre Ier d'Écosse (mort en 1124).
En 1136, il fait partie des barons qui rendent hommage à Étienne d'Angleterre. Mais peu après il rejoint le parti de sa demi-sœur Mathilde l'Emperesse à Argentan en Normandie. Il est possible qu'il rejoigne la Normandie pour suivre son ami et allié Baudouin de Reviers, qui est exilé par le roi. Durant l'hiver 1137-1138 les deux hommes militent dans le Cotentin pour le parti de l'Emperesse, jusqu'à ce que Baudouin soit capturé par Enguerrand de Say.
En 1140, il épouse Béatrice, fille et héritière du baron des Cornouailles Guillaume FitzRichard, lord de Cardinham. Guillaume de Malmesbury relate que peu après, Réginald de Dunstanville est créé comte de Cornouailles par Robert, le comte de Gloucester. Celui-ci agit alors sans doute pour le compte de leur demi-sœur Mathilde l'Emperesse. Son beau-père ayant déjà rejoint le parti de l'Emperesse, les deux hommes tentent d'y rallier les autres barons du comté. Il s'ensuit une intense et féroce campagne dans laquelle Réginald commet l'erreur de s'aliéner les ecclésiastiques locaux en leur imposant une taxe. Il est finalement excommunié. Étienne envoie alors Alain le Noir, le comte de Richmond, en Cornouailles mener une contre-campagne qui trouve un certain soutien. Réginald se retrouve isolé et ne contrôle plus qu'un territoire limité à un seul château (probablement celui de Launceston).
Alain le Noir réussit à maintenir dans sa nouvelle position de comte de Cornouailles et tient même une cour de justice à Bodmin. Le 2 février 1141, le roi Étienne est capturé à la bataille de Lincoln, et quelques jours plus tard, c'est au tour d'Alain le Noir d'être fait prisonnier par Ranulf de Gernon, le comte de Chester. Ces événements permettent à Réginald de reprendre le contrôle du comté, et il le gardera jusqu'à sa mort. Il a alors le contrôle des châteaux royaux et des shérifs.
D'après le chroniqueur Florence de Worcester, en septembre 1141 il est présent à la bataille de Winchester, et à la suite de la déroute de son camp il mène l'escorte qui conduit l'Emperesse en sécurité. Il agit aussi en tant qu'intermédiaire entre son parti et Étienne en 1146. Son neveu Philippe de Gloucester, qui a rejoint le camp d'Étienne, le capture lui et sa suite alors qu'il effectue cette mission d'intermédiaire. Le roi oblige peu après son partisan à le libérer, car il lui avait donné un sauf-conduit. 
Réginald est donc un membre actif du parti de Mathilde l'Emperesse, et après son retrait d'Angleterre, il rallie la cause de son fils Henri, le duc de Normandie. En 1149-1150, il apporte son soutien à la campagne anglaise de ce dernier. À Pâques 1152, il est envoyé en Normandie pour requérir la venue en Angleterre du duc, mais sans succès. Henri vient finalement en 1153, et Réginald rejoint son armée et participe à la suite de ses campagnes. Il est présent aussi à ses côtés lors des négociations du traité de Winchester par lequel Étienne d'Angleterre adopte Henri et le désigne héritier du royaume. Après le retour du duc en Normandie, en avril 1154, Réginald devient son représentant en Angleterre.

### Sous le règne d'HenriII(1154-1189)
Sous le règne de son neveu Henri II, Réginald de Dunstanville est l'un de ses plus proches conseillers laïcs avec Robert III de Beaumont et Richard de Lucy. Les chroniqueurs contemporains le reconnaissent comme le plus puissant baron du royaume avec le comte de Leicester. Sa position dans les Cornouailles n'est pas remise en question par le roi, alors que celui-ci a pour politique de réduire autant que possible les pouvoirs des barons de son royaume. Le roi lui laisse contrôler son territoire comme un apanage. Il est virtuellement indépendant, les shérifs du comté ne répondant que de lui. Il détient la troisième baronnie su royaume en termes de richesse. Parmi ses nombreux neveux figurent Guillaume, comte de Gloucester, Hugues de Kevelioc, comte de Chester, et Roger, évêque de Worcester. 
Il n'a pas de fonction officielle dans l'administration, mais son influence est aussi importante que celle du comte de Leicester. Son contrôle s'étend aussi dans le comté voisin du Devon où ses alliés de la famille de Reviers sont comtes. À partir de 1162, il a la garde du comté du Devon pour le compte de son petit-fils Baudouin. 
Réginald de Dunstanville joue un rôle dans les grandes crises du règne d'Henri II. Avec le comte Robert de Beaumont, il agit comme intermédiaire entre le roi et Thomas Becket, notamment à Northampton en 1164. Durant la révolte de 1173-1174, menée par Henri le Jeune le fils et successeur couronné d'Henri II, il mène des campagnes en Angleterre contre les rebelles. Fin juillet 1173, avec Richard de Lucy il assiège la ville de Leicester, quand le comte Robert se joint à la révolte. Le siège échoue toutefois. En octobre, il se joint à d'autres barons et comtes loyaux au roi pour combattre le comte de Leicester et son armée de mercenaires en Est-Anglie. Il ne semble toutefois pas être présent à la défaite de Robert III de Beaumont près de Bury St Edmunds.
Il meurt à une date incertaine, les diverses sources étant contradictoires sur le moment et le lieu. Le 1er juillet 1175, date proposée par Ralph de Diceto, semble le jour le plus probable. Après sa mort, Henri II intervient en Cornouailles et reprend le comté, ne permettant pas à ses filles et héritières de se le partager, à part quelques seigneuries. Henri, un fils illégitime de Réginald de Dunstanville recevra plus tard le comté et le titre de comte de Jean sans Terre.

## Famille et descendance
Début 1140, il épouse Béatrice FitzRichard, fille de Guillaume FitzRichard, seigneur de Cardinham, qui détenait de nombreuses terres en Cornouailles. Ils ont pour descendance connue :
- Nicolas de Dunstanville (1136 - avant 1175) ;
- Emma (morte après 1208), épouse son cousin Guy IV de Laval, seigneur de Laval ;
- Hawise (Denise) de Dunstanville (1138 – après avril 1162), épouse Richard de Reviers, 2e comte de Devon ;
- Maud FitzRoy de Dunstanville (née en 1143), épouse Robert II de Meulan, comte de Meulan ;
- Sarah de Dunstanville (née en 1147), épouse Adémar V, vicomte de Limoges.

Il a aussi des enfants illégitimes :
- Henri de Cornouailles dit FitzCount (mort en 1222), shérif de Cornouailles, et plus tard créé comte de Cornouailles par Jean sans Terre.

### Sources
- David Crouch, « Reginald, earl of Cornwall (d. 1175) », dans Oxford Dictionary of National Biography, Oxford University Press, Sept 2004; online edition, Oct 2008. Accédé en décembre 2008.
- Thomas K. Keefe, « King Henry II and the Earls: The Pipe Roll Evidence », dans Albion: A Quarterly Journal Concerned with British Studies, vol. 13, no 3 (1981), p. 191-222.
- (en) Comtes de Cornouailles